# Morwells
The Morwells est un groupe de reggae jamaïcain des années 1970 et 80, aussi connus sous les noms Morwell Esquire ou Morwell Unlimited.
Il fut fondé par deux amis : Morris Wellington alias Blacka Morwell (décédé à l'âge de 50 ans le 12 octobre 2000) et Eric "Bingy Bunny" Lamont (23 septembre 1955 - 31 décembre 1993), futur membre des Roots Radics.
Leur premier single, un instrumental intitulé Mafia Boss, sort en 1974 sur leur propre label Morwell Esq. La même année, Louis Davis, ancien membre des Versatiles (groupe de Junior Byles), rejoint le duo.

## Discographie
- 1975 - Presenting (Morwells Esquire)
- 1975 - Dub Me (Morwells Esquire)
- 1977 - Crab Race (Burning Sounds)
- 1979 - Cool Runnings (Bushranger)
- 1980 - Kingston 12 Toughie (Carib Gems)
- 1981 - Best Of (Nighthawk)
- 1982 - Bingy Bunny & Morwells (Park Heights)
- 1997 - Dub Me - Morwell Unlimited Meet King Tubby's (Blood & Fire) (réédition)